# Hổ nhĩ trắng
Hổ nhĩ trắng hay còn gọi mao đài trổ (danh pháp khoa học: Pilea cadierei) là loài thực vật có hoa trong họ Tầm ma. Loài này được Gagnep. & Guillaumin miêu tả khoa học đầu tiên năm 1938.
Là loài bản địa Trung Quốc và Việt Nam. Đây là một cây lâu năm mọc cao đến 30 cm rộng 21 cm, với lá hình bầu dục màu xanh đậm, mỗi lá có bốn vệt bạc mọc lên (vì thế có tên là "cây nhôm"). Với nhiệt độ yêu cầu tối thiểu 15 °C, loài cây này được trồng như một cây trong nhà ở vùng ôn đới. Nó đã đạt được giải thưởng Award of Garden Merit.  của Hội làm vườn Hoàng gia. 
Danh pháp khoa học chi tiết cadierei để vinh danh nhà thực vật học thế kỷ 20 R.P. Cadière.